# ハットン (小惑星)
ハットン (6130 Hutton) は、火星の軌道と交叉する軌道を持つ火星横断小惑星である。ロバート・マックノートがオーストラリアのサイディング・スプリング天文台で発見した。
イギリスの地質学者で近代地質学の基礎を築いたジェームズ・ハットンに因んで名付けられた。